# Бабич Володимир Леонідович
Володи́мир Леоні́дович Ба́бич (1970—2014) — солдат Збройних сил України, учасник російсько-української війни.

## Короткий життєпис
Народився 1970 року в селі Костянтинівка Новомиргородського району Кіровоградської області. У віці 13 років з батьками переїхав в Антонівку Братського району Миколаївської області. Проходив строкову службу в ЗСУ, працював радіотелеграфістом.
У серпні 2014-го мобілізований, механік-радіотелеграфіст, 19 батальйон територіальної оборони.
13 жовтня 2014-го поблизу Білокам'янки при поверненні з розвідки підірвалися на фугасі та загинули вояки 19-го батальйону територіальної оборони — старші лейтенанти Григорій Береговенко, Гліб Григораш, солдати Дмитро Котєшевський та Володимир Бабич.
Похований в селі Антонівка, Братський район, Миколаївська область.

## Нагороди і вшанування
За особисту мужність і героїзм, виявлені у захисті державного суверенітету та територіальної цілісності України, вірність військовій присязі під час російсько-української війни, відзначений — нагороджений
- орденом «За мужність» III ступеня (посмертно)
- Його портрет розміщений на меморіалі «Стіна пам'яті полеглих за Україну» у Києві: секція 4, ряд 3, місце 37
- Вшановується 12 жовтня на щоденному церемоніалі вшанування українських захисників, які загинули цього дня в різні роки внаслідок російської збройної агресії[1]